# Trisetum glaciale
Trisetum glaciale là một loài thực vật có hoa trong họ Hòa thảo. Loài này được Boiss. miêu tả khoa học đầu tiên năm 1838.